# Eduard Bernsdorf

Eduard Bernsdorf

Eduard Bernsdorf (* 25. März 1825 in Dessau; † 27. Juni 1901 in Leipzig) war ein deutscher Musikkritiker, Komponist und Pianist.

## Leben und Wirken
Eduard Bernsdorf lernte als Schüler u. a. bei Friedrich Schneider in Dessau und studierte anschließend bei Adolf Bernhard Marx in Berlin. Danach hatte er eine Anstellung als Musiklehrer in Wiesbaden, wirkte aber die meiste Zeit seines Lebens in Leipzig. 1854 holte ihn Bartholf Senff als Musikschriftsteller und Chefkritiker an die 1843 gegründete Zeitschrift Signale für die musikalische Welt. Neben dieser Tätigkeit war Bernsdorf Musiklehrer und komponierte zahlreiche Klavierstücke und Lieder. Als Musikkritiker bewertete er Konzerte und veröffentlichte seine Kritiken in der in Leipzig herausgegebenen Fachzeitschrift „Signale für die musikalische Welt“. Zu diesem Zweck besuchte er beispielsweise am 26. Oktober 1898 das „Dritte Abonnement-Konzert“ im Saal des Gewandhauses zu Leipzig, wo die Dresdner Hofopernsängerin Charlotte Huhn als Solistin des Abends auftrat. An ihrem Gesang von Schuberts „Erlkönig“ würdigte er den „verliehenen dramatischen Schwung und das wohlgetroffene Auseinanderhalten der Charaktere“ des Liedes durch die Künstlerin.
Bensdorf ist heute vor allem in Fachkreisen als Herausgeber und wichtiger Mitarbeiter des Neuen Universal-Lexikons der Tonkunst bekannt, das 1856 zunächst in Leipzig und danach 1861 in Offenbach veröffentlicht worden war.

## Werke (Auswahl)
Musik
- Capriccio für Pianoforte. Op. 6. Kistner, Leipzig 1853.[3]
- Allegro appassionato für Pianoforte. Op. 8. Kistner, Leipzig 1854.[4]
- Klavierstück im heitern Ton. Op. 12. Kistner, Leipzig 1855.[5]
- Phantasie für das Pianoforte. Op. 15. Hofmeister, Leipzig 1855.[6]
- Ein sel’ger Augenblick.[7]

Schriftliches
- K. Freigedank und das Judenthum in der Musik. In: Neue Zeitschrift für Musik (NZfM) Jg. 33, Nr. 31, 15. Oktober 1850, S. 185–188 (commons PDF; 588 kB).
- Neues Universal-Lexikon der Tonkunst für Künstler, Kunstfreunde und alle Gebildeten. Schäfer, Dresden (Band 3: André, Offenbach) 1856–1865.